# Ryan Minor
Ryan Dale Minor (Canton, 5 gennaio 1974 – 22 dicembre 2023) è stato un cestista, giocatore di baseball e allenatore di baseball statunitense.

## Carriera
Dopo quattro stagioni agli Oklahoma Sooners, Minor venne scelto al secondo giro del draft NBA 1996 dai Philadelphia 76ers come 32ª scelta assoluta. Tuttavia preferì abbandonare l'attività cestistica, dedicandosi a quella di giocatore di baseball.
Nello stesso anno venne infatti selezionato al 33º giro del Major League Baseball Draft 1996 dai Baltimore Orioles. Giocò successivamente in MLB e nelle Minor League. Dal 2010 al 2012 ha allenato i Delmarva Shorebirds.